# Costa del Principe Harald
La costa del Principe Harald (centrata alle coordinate 69°30′S 36°00′E) è una parte della costa della Terra della Regina Maud, in Antartide. In particolare, la costa del Principe Harald si estende tra il limite orientale della baia di Lutzow-Holm ad una longitudine di 40°E, a est, e la penisola Riiser-Larsen (68°55′S 34°00′E), a ovest, e confina quindi a est con la costa del Principe Olav e a ovest con la costa della Principessa Ragnhild.
Non tutti i paesi ritengono validi i confini sopraccitati, nel 1973, infatti, il ministero dell'industria della Norvegia, che rivendica il possesso della Terra della Regina Maud, fissò il confine orientale della costa del Principe Harald in corrispondenza del ghiacciaio Shirase, alle coordinate 70°05′S 38°45′E.

## Storia
La costa del Principe Harald fu scoperta il 4 febbraio 1937 durante un volo di ricognizione effettuato da Viggo Widerøe, Nils Romnaes e Ingrid Christensen nel corso della Spedizione Lars Christensen, 1936-1937, e battezzata con il suo attuale nome in onore di Harald V di Norvegia, figlio del futuro re di Norvegia Olav V.
Nella regione orientale della costa è situata la base di ricerca permanente giapponese Shōwa (stando ai confini definiti dalla Norvegia, essa rientra nella costa del Principe Olav), i cui lavori di costruzione iniziarono nel 1957.